# Ланкийцы в Ливане
Ланкийцы в Ливане — выходцы из Шри-Ланки, проживающие в Ливане. Их численность оценивается в 80 000 — 90 000 человек. Ланкийцы мигрируют на Средний Восток, в основном, в поисках работы, при высоком уровне внутренних трудовых ресурсов в Ливане.

## История
Большой приток ланкийских женщин в Ливан начался в начале 1990-х, они работали в первую очередь как домашняя прислуга. Как и другие страны, правительство Шри-Ланки активно поощряет "экспорт" своих граждан в качестве домашней прислуги, так как это стало крупнейшим источником валютных поступлений для страны. Однако в последнее время большинство ланкийцев—домашних работников стали попадать под категорию «контрактное рабство», с учётом правовых условий труда с которыми они сталкиваются.